# Horsens Stallions
Horsens Stallions er en amerikansk fodbold klub, beliggende i Horsens. Klubbens hjemmekampe spilles på Dagnæshallens Stadion. 
Klubben er medlem af DAFF, og spiller pr. 2015 sæsonen i National Ligaen.

## Historie
Klubben blev stiftet af lokale ildsjæle i 1993, hvor klubben fik hjemmebane på Østergade Stadion i Horsens. Senere flyttede den til Horsens Firmaidræt, på Hattingvej.
I 2013 skrev klubben kontrakt med den amerikanske træner William Miller for sæsonen 2014, med det formål at få etableret klubben solidt i Nationalligaen.

## Klubbens bedrifter
- Danmarksmesterskabet i 9-mands tacklefootball i 2006
- Vinder af 1. division vest 2008
- Vinder af 1. division 2012
- Oprykning til Nationalligaen 2012
- Oprykning til Nationalligaen 2014
- Årets U15/Kadet klub 2024

## Klubbens hold
- U13
- U15
- Senior